# Кадван ап Иаго

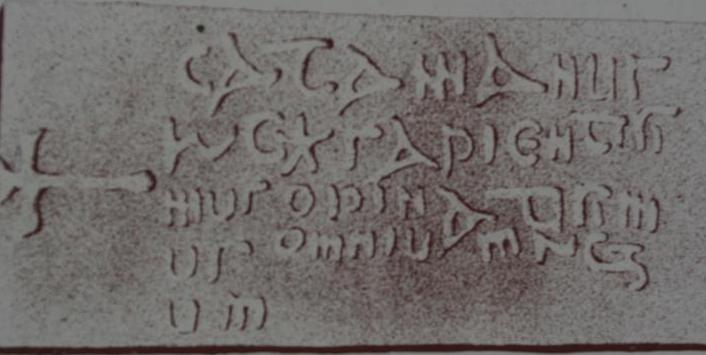
Надгробный камень короля Кадвана

Кадван ап Иаго (валл. Cadfan ap Iago, лат. Catamanus, англ. Gideon; ок. 580 — 625) — король Гвинеда с 613 года.

## Биография
Кадван получил королевский титул Гвинеда после кончины своего отца Иаго ап Бели в 613 году, в год битвы при Кайр-Легионе (Честере), закончившейся поражением войск Гвинеда, Поуиса и Мерсии от короля Берниции Этельфрита.
Гальфрид Монмутский в своей «Истории бриттов» пишет, что король Дейры Эдвин, смещённый Этельфритом, нашел прибежище именно у Кадвана, который стал ему приёмным отцом, воспитав вместе с собственным сыном Кадваллоном. Однако это сообщение Гальфрида вряд ли соответствует действительности, поскольку Эдвин и Кадван были ровесниками, к тому же Эдвин покинул Гвинед после Честерской битвы и скрывался у короля Восточной Англии Редвальда.
Немногое известно о жизни Кадвана ап Иаго. Однако его краткую характеристику сохранил уникальный источник, один из ранних образцов валлийской пластики — надгробный камень, дошедший до наших дней в качестве дверной притолоки в церкви Эглуйс Айл (Ллангадуаладр) в Англси. Тест, высеченный на камне: «Катаман, наимудрейший и прославленный король всех королей» (лат. Catamanus rex sapientisimus opinatisimis omnium regum), характеризует Кадвана как незаурядного правителя. Один из списков «Анналов Камбрии» указывает, что «камень в честь Кадвана Гвинедского» был установлен (то есть Кадван умер) в 625 году.
Кадван был женат на Авандрег Чёрной (валл. Afandreg Ddu), дочери короля Поуиса Кинана Гаруина. Он был похоронен после своей смерти, возможно в нынешнем Аберфрау, около 625 года. Согласно же другой версии, он умер раньше, около 616 года. Наследовал Кадвану ап Иаго его сын Кадваллон ап Кадван. Также у него была дочь Эфейлиан (Энейлиан), которая была замужем за Гуидром Тяжёлым и матерью Святого Эгрина.
Кадван у Гальфрида Монмутского является одним из последних Верховных королёй бриттов.